# Luciana Mello
Luciana Mello Rodrigues de Olivo (São Paulo, 22 de enero de 1979) es una cantante, compositora y presentadora brasileña.

## Carrera
En 1985, Luciana comenzó a cantar a los seis años y grabó al lado de su padre, Jair Rodrigues, la canción El Hijo de su Niño, compuesta por el gaitista y productor Rildo Hora. Ese mismo año,  con el nombre de Lu Rodrigues, hace una participación junto con Fofão y graba la música "Mira pro Cielo" que salió en el LP "Disco del Fofão 2" (RGE) y luego, en 1986, ese tema fue incluido en el LP de colección infantil "Tevelândia" (Sonido Libre).
En 1986, Luciana, entonces con siete años hizo participación en la presentación del programa en la última formación del grupo musical infantil Turma del Globo Mágico, al lado de Simony, su hermano Jairzinho y una prima de Simony que también se llama Luciana. Ese mismo año en abril, el Globo Mágico fue dejado, siendo reprisado hasta junio, dando el lugar para Xou de Xuxa .
En 1989 hizo un dueto, nuevamente con el padre, cantando en el disco un pout-pourri de Dos en la Bossa, grabada por Jair y Elis Regina en los años 1960. El mismo año, montó una banda con su hermano, Jair Oliveira, donde también participaba Cíntia Raquel y Vânia Estela, titulada Jairzinho y la Patrulla de la Confusión.
En 1995, a los 16 años, grabó su primer disco solista, Luciana Rodrigues, producido por Iranfe Maciel y con participación de Emílio Santiago.
En 1998 Luciana inició su trayectoria en la noche de São Paulo con el proyecto Artistas Reunidos al lado de Jair Oliveira, Daniel Carlomagno, Wilson Simoninha y Pedro Camargo Mariano. Este proyecto produjo un CD registrado en vivo por Trama el año siguiente.
El 31 de diciembre de 2001, Luciana sustituyó a la cantante Cássia Eller después de su muerte dos días antes del show en la plaza del Ó, en la Barra de la Tijuca, en las celebraciones de la víspera de Año Nuevo. 
En 2002 firmó contrato con la Universal Music y lanzó el CD Mira para Mí, también producido por su hermano. Ese disco traía, por primera vez, canciones compuestas por Luciana, siendo una en asociación con Jair. Además de eso, también cuenta con dos participaciones especiales: Ed Motta y Pedro Mariano.
En enero de 2010 Luciana se unió a Jair Oliveira y juntos lanzan el DVD/CD del proyecto 'El Samba Me Cantó', grabado en febrero de 2009, en el Auditorio Ibirapuera, en São Paulo.

## Discografía
| Año  | CDs                 | Ventas  |
| ---- | ------------------- | ------- |
| 1995 | Luciana Rodrigues   | 20.000  |
| 2000 | Así que Se Hace     | 250.000 |
| 2002 | Mira para Mí        | 150.000 |
| 2004 | L.M.                | 25.000  |
| 2007 | Nêga                | 20.000  |
| 2010 | El Samba me Cantó   | 10.000  |
| 2011 | 6º Suelo            | 10.000  |
| 2016 | En la Luz del Samba |         |

## DVD
| Año  | DVD               |
| ---- | ----------------- |
| 2010 | El Samba me Cantó |

Otros álbumes
- 1985: Disco del Fofão 2

- 1986: Tevelândia (Colección infantil)

- 1998:Proyecto Artistas Reunidos

- 2002:Así Que Se Hace - Remixes

### Bandas sonoras
| Año  | Música                  | Álbum                 |
| ---- | ----------------------- | --------------------- |
| 2002 | "Placer y Luz"          | Sabor de la Pasión    |
| 2002 | "Simple Deseo"          | Marisol               |
| 2004 | "Del Color del Pecado"  | Del Color del Pecado  |
| 2004 | "Sexo, Amor y Traición" | Sexo, Amor y Traición |
| 2004 | "Si Esa Calle"          | Mi Tío Mató uno Cara  |
| 2004 | "gran Amor"             | Esmeralda             |
| 2006 | "Only You"              | Ciudadano Brasileño   |
| 2007 | "Vanidad"               | Siete Pecados         |
| 2008 | "Mariposas"             | Revelación            |

## Vida personal
Luciana es hija del cantante Jair Rodrigues y hermana del cantante Jair Oliveira. Luciana se casó con el fotgráfico Ike Levy, desde 2008 y ellos tienen una hija Nina.